# قلعة المضيق (بلدة)
قلعة المضيق بلدة سورية تتبع ناحية قلعة المضيق، منطقة السقيلبية في محافظة حماة. بلغ عدد سكانها 12925 نسمة في عام 2004 حسب إحصاء المكتب المركزي للإحصاء.

## وصلات خارجية
- الوحدات الإدارية في محافظة حماة نسخة محفوظة 18 أبريل 2019 على موقع واي باك مشين.